# Rosay (Jura)
Rosay – miejscowość i gmina we Francji, w regionie Burgundia-Franche-Comté, w departamencie Jura.
Według danych na rok 1990 gminę zamieszkiwało 114 osób, a gęstość zaludnienia wynosiła 11 osób/km² (wśród 1786 gmin Franche-Comté Rosay plasuje się na 629. miejscu pod względem liczby ludności, natomiast pod względem powierzchni na miejscu 416.).